# Langres (queso)
El langres es un queso francés de la meseta de Langres en la región de Champaña-Ardenas, departamento de Alto Marne. Se ha beneficiado de una AOC desde 1991, y protegida como DOP europea por el Reglamento CE n.º 1107/96.

## Historia
Es un queso originario de la meseta de Langres. Se conoce desde el siglo XVIII, gracias al prior de los dominicos de la ciudad de Langres. Pero se considera que este queso se produjo localmente desde los tiempos de los reyes merovingios. Su comercio se desarrolló poco a poco: los comerciantes de Langres compraban el queso fresco y lo maduraban en sus propias bodegas, para después enviarlo a París y Génova. 
Se reconoció la denominación de origen en 1991. Parecido al livarot, en su mayoría se consume localmente. Tiene que llevar en la etiqueta el logotipo con la abreviatura INAO, y señalar que tiene AOC, así como el nombre del queso.

## Elaboración
La maduración lleva cinco semanas al menos. La producción en 1998 fue alrededor de 305 toneladas, una disminución del 1,61 % desde 1996, y un 2 % proveniente de granjas.

## Características
Langres es un queso de leche de vaca no pasteurizada. Tiene forma cilíndrica y pesa alrededor de 180 gramos. Su materia grasa es del 45 %. Está recubierto por una corteza de moho blanco penicillium candidum. La pasta central es suave, cremosa en color, y se desmigaja con cierta facilidad. Desprende olor penetrante, intenso, pero menos fuerte que el époisses. El sabor es pronunciado, funde al paladar, resultando ligeramente salado, pero es menos picante que el Époisses de Bourgogne, su competidor local. 
Se consume mejor entre mayo y agosto después de cinco semanas de maduración, pero es también excelente desde marzo hasta diciembre. A ese queso nunca se le da la vuelta durante su añejamiento, por eso se hunde un poco hasta que en el centro se forma un hueco llamado «fuente» (fontaine), lo que es su rasgo más particular. De esta característica deriva una forma particular de tomarlo, que es vertiendo en el hueco champán o marc de Borgoña, lo que permite saborearlo como hacen algunos ingleses con el stilton y el oporto. Puede tomarse simplemente con galletas saladas y fruta. Marida con vino blanco como Marc de Bourgogne, Mercurey, Nuits-Saint-Georges) o tinto (Médoc, Mercurey, Nuits-Saint-Georges; tintos con cuerpo de Burdeos o Borgoña); Andre Jacquart NV Cuvee Grand Cru, Cabernet Merlot, tinto Backsberg Estate 1999; Sancerre, oporto o jerez.

## Denominación de origen
A nivel nacional, en Francia, el Langres es reconocido como appellation d'origine contrôlée (AOC) desde 1991. A partir de 1996, es una denominación de origen protegida (PDO) ante la Unión Europea. A nivel internacional, cuenta con registro como denominación de origen, conforme al Sistema de Lisboa, ante la Organización Mundial de la Propiedad Intelectual, desde el 29 de junio de 1998.

## Bibliografía

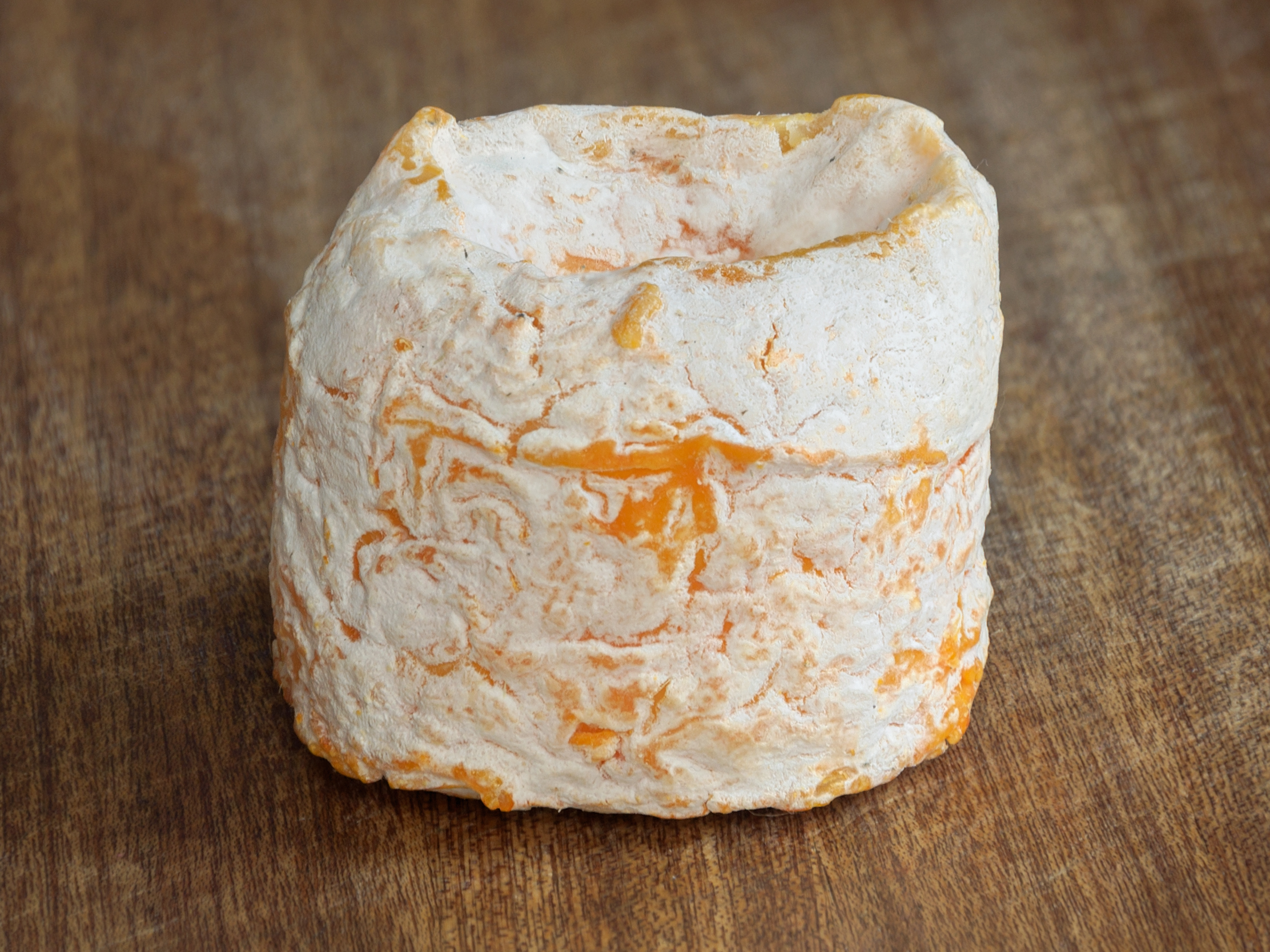
El Langres; en su totalidad.